# Aaron T. Beck
Aaron Temkin Beck (Providence, Rhode Island, 18 de julio de 1921-Filadelfia, Pensilvania, 1 de noviembre de 2021) fue un psiquiatra, terapeuta y profesor estadounidense. Uno de los máximos exponentes de la psicología del siglo XX, padre de la terapia cognitiva.
Presidente del Beck Institute for Cognitive Therapy and Research y profesor de psiquiatría en la Universidad de Pensilvania, se graduó en la Universidad de Brown en 1942 y en la Escuela de Medicina de Yale en 1946. En la década de 1960 desarrolló el sistema de psicoterapia llamado terapia cognitiva (también, terapia cognitivo conductual o "TCC"). Se le considera el padre tanto de la terapia cognitiva como de la terapia cognitivo-conductual. Sus teorías pioneras se utilizan ampliamente en el tratamiento de la depresión clínica y de varios trastornos de ansiedad. También desarrolló medidas de autoinforme de depresión y ansiedad, en particular el Inventario de Depresión de Beck (BDI, por sus siglas en inglés), que se convirtió en uno de los instrumentos más utilizados para medir la gravedad de la depresión. En 1994, él y su hija, la psicóloga Judith Beck, fundaron el Beck Institute for Cognitive Behavior Therapy, una organización sin fines de lucro que brinda tratamiento, capacitación e investigación de la TCC. [5] Beck se desempeñó como presidente emérito de la organización hasta su fallecimiento.
Beck destacó por su investigación en psicoterapia, psicopatología, suicidio y psicometría. Publicó más de 600 artículos en revistas profesionales y fue autor o coautor de 25 libros. Fue nombrado como uno de los "estadounidenses en la historia que dieron forma al rostro de la psiquiatría estadounidense", y uno de los "cinco psicoterapeutas más influyentes de todos los tiempos" por The American Psychologist en julio de 1989. Su trabajo en la Universidad de Pensilvania inspiró a Martin Seligman a refinar sus propias técnicas cognitivas y luego a trabajar sobre la indefensión aprendida o desesperanza aprendida.

## Biografía

### Infancia
Aaron Beck nació en Providence, Rhode Island, el 18 de julio de 1921, siendo el más pequeño de sus tres hermanos. Los padres de Beck eran inmigrantes judíos. El nacimiento de Beck se vio precedido del fallecimiento de su hermana, como consecuencia de una epidemia de gripe, situación que sumió a la madre de Beck en una profunda depresión. Durante su niñez, Beck sufre una enfermedad grave causada por una infección en un brazo roto. Sin embargo,  aprendió a afrontar cognitivamente sus miedos y problemas, lo que inspiró en años posteriores su teoría y sus terapias.

### Formación
Beck fue a la Universidad de Brown, graduándose cum laude en 1942. En esta universidad fue elegido miembro de la Sociedad Phi Beta Kappa (la sociedad de graduados más prestigiosa para graduaciones de más de cuatro años). Fue editor asociado del diario Brown Daily Herald, y recibió el Francis Wayland Scholarship, el Premio de Excelencia en Oratoria William Gaxton y el Premio de Ensayo de Philo Sherman Bennett.[cita requerida]
Beck ingresó en la Escuela de Medicina de Yale y se graduó en 1946.[cita requerida]
A principios de los años 1960, cuando era psiquiatra en la Universidad de Pensilvania, desarrolló la terapia cognitiva. Debido a su instinto científico e investigador, trató de poner a prueba algunas hipótesis acerca de los conceptos psicoanalíticos implicados en la depresión, diseñando y llevando a cabo diferentes experimentos. A pesar de que esperaba validar gran parte de los preceptos fundamentales del psicoanálisis, se sorprendió al encontrar justo lo contrario.[cita requerida]
Estas investigaciones le llevaron a comenzar a buscar otras formas de conceptualizar y explicar la depresión. Trabajando con pacientes depresivos, se dio cuenta de que estos pacientes se caracterizaban por experimentar pensamientos negativos que invadían sus mentes de una forma espontánea. Denominó a estas cogniciones pensamientos negativos, y descubrió que por su contenido se podían clasificar en tres categorías: aquellas que hacían referencia a sí mismos, las que hacían referencia al mundo y finalmente las referidas al futuro. Comenzó a ayudar a sus pacientes a identificar y evaluar estos pensamientos y encontró que, haciendo esto, los pacientes eran capaces de evaluarlos de forma más realista, lo que conducía a que se sintieran mejor y se comportaran de un modo más funcional.[cita requerida]
Desde entonces, el doctor Beck y sus colaboradores, diseminados por todo el mundo, investigaron la eficacia de esta forma de la terapia cognitiva para tratar un amplio abanico de trastornos, entre ellos la depresión, la ansiedad y los trastornos de personalidad. Hoy en día, se sigue investigando con una gran cantidad de trastornos, como la esquizofrenia o el dolor crónico desde una perspectiva cognitiva.
A través de una cuidadosa investigación e innovadores métodos terapéuticos, fue pionero en una terapia que ha sido extensamente probada en más de 400 ensayos clínicos y ha resultado ser eficaz para una amplia variedad de trastornos como la depresión, la ansiedad, el pánico, el abuso de sustancias y los trastornos de la personalidad. Una serie de investigaciones se están realizando actualmente para evaluar su eficacia como tratamiento primario o coadyuvante para la esquizofrenia, el trastorno bipolar, la depresión por hospitalización, el dolor crónico, el estrés postraumático, el trastorno obsesivo-compulsivo y problemas de relación, entre otros. La terapia cognitiva (TC), así como la terapia cognitivo conductual (TCC), se han adaptado para varias poblaciones de niños en edad preescolar hasta de personas mayores, y se utiliza en individuos, parejas, familia, y formatos de grupo.[cita requerida]
Según la Asociación Estadounidense de Psicología, fue uno de los cinco psicoterapeutas más influyentes de todos los tiempos. El único psiquiatra que ha publicado artículos tanto en la revista de la Asociación Estadounidense de Psiquiatría como en la de la Asociación Estadounidense de Psicología (ambas abreviadas como "APA", lo cual puede confundir al usar las mismas siglas). De hecho, recibió premios y honores de asociaciones médicas, psiquiátricas y psicológicas.
En el 2006, recibió el Premio de Investigación Clínica Lasker.
En 2005, autorizó que en España el Centro de Psicología AARON BECK llevara su nombre.

### Vida privada
Con su esposa, Phyllis, tuvo cuatro hijos: Roy, Judy, Dan y Alice, y ocho nietos. Su hija mayor, la doctora Judith Beck, es psicóloga, se ha especializado en terapia cognitivo-conductual y es uno de sus principales sucesores dentro del campo de estudio abierto por él. Phyllis fue la primera juez mujer del tribunal de apelaciones de la Mancomunidad de Pennsylvania. Su hija menor, Alice Beck Dubow, trabaja como juez en ese mismo tribunal.
Aaron T. Beck murió a los cien años, mientras dormía, en su hogar en Filadelfia.